# Joel Ivo Catapan
Dom Joel Ivo Catapan, SVD, (Teixeira Soares, 17 de junho de 1927 — São Paulo, 1 de maio de 1999) foi um bispo católico brasileiro, tendo sido bispo-auxiliar de São Paulo.

## Biografia
Dom Joel Ivo Catapan fez seus primeiros votos na Congregação do Verbo Divino em 1946 e os votos finais em 1952. Foi ordenado padre no dia 19 de março de 1953, em São Paulo. Doutor em Teologia Dogmática pela Pontifícia Universidade Gregoriana, em Roma. Foi superior provincial dos Verbitas em São Paulo e presidente da Conferência dos Religiosos do Brasil. Era conselheiro geral da sua congregação em Roma, quando foi nomeado bispo.
No dia 11 de dezembro de 1974, o Papa Paulo VI o nomeou bispo auxiliar de São Paulo, com a sede titular de Macriana Minor. Recebeu a ordenação episcopal no dia 25 de janeiro de 1975, na Catedral de São Paulo, das mãos de Dom Paulo Evaristo Cardeal Arns, OFM, Dom Benedito de Ulhôa Vieira e Dom José Thurler. Adotou como lema episcopal Ut vitam habeant (Que tenham vida).

## Atividades durante o episcopado
Ao ser empossado bispo auxiliar em 4 de março, Dom Joel assumiu a Região Episcopal de Santana, na Zona Norte da capital, ocupada antes por Dom Paulo Evaristo Arns. Também foi Coordenador da Pastoral da Juventude e da Comissão de Pastoral Vocacional do Regional Sul 1 da CNBB; Membro da Comissão Episcopal para exame e aprovação de textos litúrgicos.
Dom Joel Ivo Catapan foi concelebrante da ordenação episcopal de Dom Apparecido José Dias, SVD e Dom Getúlio Teixeira Guimarães, SVD.
Morreu de infecção generalizada, no Hospital das Clínicas, onde foi internado com complicações renais. Foi sepultado em Ponta Grossa.